# شيراتاكا
شيراتاكا  هي بلدية في اليابان، وبلدة في اليابان، تقع في مقاطعة نيشيوكيتاما، بلغ عدد سكانها 13,439  نسمة وذلك حسب إحصائيات سنة 2018، تبلغ مساحتها 157.71 كيلومتر مربع.